# 카를루스 로페스
카를루스 알베르투 데 소우사 로페스(포르투갈어: Carlos Alberto de Sousa Lopes, 1947년 2월 18일 ~ )는 포르투갈의 육상 선수로 1984년 로스앤젤레스 올림픽 마라톤 금메달리스트였다. 그는 2시간 9분 29초의 올림픽 신기록과 함께 포르투갈 최초의 올림픽 금메달을 집으로 가져왔다.
빌데모이뉴스에서 태어난 카를루스 로페스는 석공의 도우미로 일했다. 그는 지역 클럽에서 축구를 하고 싶었지만, 그의 아버지는 이를 반대해서 그는 육상의 다른 형태로 전환했다.
로페스는 1976년 자신이 놀라운 돌파를 이룰 때까지 수준적인 장거리 달리기 선수였다. 그는 국제 크로스컨트리 선수권을 우승하면서 자신의 시즌을 시작하였다. 그해에 몬트리올 올림픽 10,000m 결승전에서 로페스는 4 킬로미터 지점으로부터 걸음을 세우고, 그를 따라가는 데 단 하나의 선수는 전직 챔피언 라세 비렌이었다. 비렌은 2연승을 하는 데 남은 바퀴와 로페스를 지나고, 로페스는 쉽게 은메달을 땄다.
자신의 우수한 1976년 시즌 후에, 그는 그해 이전에 있던 같은 상대적 무명으로 다시 미끄러졌다. 그는 2위와 함께 자신의 국제 크로스컨트리 선수권 타이틀 유지에 실패하고, 부상으로 1980년 모스크바 올림픽 출전에 합격하지 못하였다.
1982년 유럽 선수권에서 10,000m 4위를 한 후, 로페스는 그해 말에 자신의 첫 마라톤을 시도하였지만 완료하지 않았다.
자신의 다음 마라톤에서, 하지만 1983년 2시간 8분 39초와 함께 오스트레일리아의 로버트 데 카스텔라에 밀려 2위를 하였다. 자신의 첫 세계 육상 선수권 대회에서 10,000m 달리기를 결정하였으나 실망스러운 6위를 한 후, 마라톤에 집중하였다.
1984년 로스앤젤레스 올림픽 마라톤은 매우 덮고 습기찬 상태였으며, 우승 후보들이 떨어져 나가면서 로페스는 37세의 나이로 금메달을 획득하였다.
자신 경력의 마지막 주요 경연이었던 1985년 로테르담 마라톤에서 2시간 7분 12초의 새로운 표준을 세워 세계 마라톤 시간의 거의 1분을 제거하였다.